# العلاقات اليمنية اللاتفية
العلاقات اليمنية اللاتفية هي العلاقات الثنائية التي تجمع بين اليمن ولاتفيا.

## مقارنة بين البلدين
هذه مقارنة عامة ومرجعية للدولتين:
| وجه المقارنة                                              | اليمن                   | لاتفيا                                             |
| --------------------------------------------------------- | ----------------------- | -------------------------------------------------- |
| المساحة (كم2)                                             | 555.00 ألف              | 64.59 ألف                                          |
| عدد السكان (نسمة)                                         | 28.25 مليون             | 1.93 مليون                                         |
| الكثافة السكانية (ن./كم²)                                 | 50.9                    | 29.88                                              |
| العاصمة                                                   | صنعاء عدن (عاصمة مؤقتة) | ريغا                                               |
| اللغة الرسمية                                             | اللغة العربية           | اللغة اللاتفية                                     |
| العملة                                                    | ريال يمني               | يورو، لاتس لاتفي، الروبل اللاتفي ‏، الروبل اللاتفي ‏ |
| الناتج المحلي الإجمالي (بليون دولار)                      | 18.21 مليار             | 30.26 مليار                                        |
| الناتج المحلي الإجمالي (تعادل القوة الشرائية) بليون دولار | 75.69 مليار             | 49.24 مليار                                        |
| الناتج المحلي الإجمالي الاسمي للفرد دولار أمريكي          | 1.41 ألف                | 14.06 ألف                                          |
| الناتج المحلي الإجمالي للفرد دولار أمريكي                 |                         | 23.55 ألف                                          |
| مؤشر التنمية البشرية                                      | 0.498                   | 0.819                                              |
| رمز المكالمات الدولي                                      | +967                    | +371                                               |
| رمز الإنترنت                                              | .ye                     | .lv                                                |
| المنطقة الزمنية                                           | ت ع م+03:00             | ت ع م+02:00، ت ع م+03:00، أوروبا/ريغا ‏             |

## منظمات دولية مشتركة
يشترك البلدان في عضوية مجموعة من المنظمات الدولية، منها:
| علم المنظمة | اسم المنظمة                               | تاريخ انضمام اليمن | تاريخ انضمام لاتفيا |
| ----------- | ----------------------------------------- | ------------------ | ------------------- |
|             | مؤسسة التنمية الدولية                     | 22 مايو 1970       | 11 أغسطس 1992       |
|             | الأمم المتحدة                             | 30 سبتمبر 1947     | 17 سبتمبر 1991      |
|             | منظمة الشرطة الجنائية الدولية             | ?                  | ?                   |
|             | المركز الدولي لتسوية المنازعات الاستشارية | 20 نوفمبر 2004     | 7 سبتمبر 1997       |
|             | الاتحاد الدولي للاتصالات                  | 1931               | 11 ديسمبر 1921      |
|             | البنك الدولي للإنشاء والتعمير             | 3 أكتوبر 1969      | 11 أغسطس 1992       |
|             | الاتحاد البريدي العالمي                   | ?                  | ?                   |
|             | منظمة حظر الأسلحة الكيميائية              | ?                  | ?                   |
|             | مؤسسة التمويل الدولية                     | 22 مايو 1970       | 29 سبتمبر 1993      |
|             | وكالة ضمان الاستثمار متعدد الأطراف        | 12 مارس 1996       | 21 أغسطس 1998       |
|             | يونسكو                                    | 2 أبريل 1962       | 9 يوليو 1951        |

## وصلات خارجية
- موقع وزارة الخارجية اللاتفية